# Парламентські вибори в Естонії 1999
Парламентські вибори відбулися в Естонії 7 березня 1999 року. Це були вибори членів Рійгікогу дев'ятого скликання. Виборчий бар'єр був встановлений на рівні 5% голосів. Виборчі картелі були заборонені, але це не завадило партіям включати членів інших партій в свої виборчі списки.
Вибори мали катастрофічні наслідки для Естонської коаліційної партії (Eesti Koond Erakond), яка, разом з двома своїми невеликими союзниками, отримала лише сім місць у парламенті. Естонська партія селян, яка брала участь у виборах поза коаліцією, також отримала сім місць.

## Результати
| Партія                                 | Голоси  | %    | Місця | +/– |
| -------------------------------------- | ------- | ---- | ----- | --- |
| Центристська партія                    | 113,378 | 23.4 | 28    | +12 |
| Ісамаалійт                             | 77,917  | 16.1 | 18    | +10 |
| Партія реформ Естонії                  | 77,088  | 15.9 | 18    | –1  |
| Соціал-демократична партія Естонії [a] | 73,630  | 15.2 | 17    | +11 |
| Естонська коаліційна партія [b]        | 36,692  | 7.6  | 7     | –   |
| Естонська партія селян                 | 35,204  | 7.3  | 7     | –   |
| Об'єднана народна партія Естонії [c]   | 29.682  | 6.1  | 6     | –   |
| Естонська християнська партія          | 11,745  | 2.4  | 0     | Нов |
| Російська партія Естонії               | 9,825   | 2.0  | 0     | –   |
| Блакитна партія                        | 7,745   | 1.6  | 0     | 0   |
| Союз фермерів                          | 2,421   | 0.5  | 0     | –   |
| Партія прогресу                        | 1,854   | 0.4  | 0     | Нов |
| Незалежні кандидати                    | 7,058   | 1.5  | 0     | 0   |
| Недійсні / зіпсовані бюлетені          | 8,117   | –    | –     | –   |
| Разом                                  | 492,356 | 100  | 101   | 0   |
| Кількість виборців / явка              | 857,270 | 57.4 | –     | –   |
| Джерело: Nohlen & Stöver               |         |      |       |     |

a  В партійний список були включені представники Народної партії Естонії.
b  В партійний список Естонської коаліційної партії були включені представники Естонського союзу селян і Партії естонських пенсіонерів і сімей.
c  В партійний список Об'єднаної народної партії Естонії були включені представники Естонської соціал-демократичної робітничої партії та Російської партії єдності.